# Les cœurs n'ont pas de fenêtres
Albums de Nicole Martin
Jimmy Jimmy Nicole Martin
Les cœurs n’ont pas de fenêtres est le 4e album studio de Nicole Martin, enregistré en duo avec le chanteur québécois Jimmy Bond. L'album est sorti en 1974 chez Disques Campus.

## Liste des titres
| No  | Titre                            | Paroles             | Musique                     | Durée |
| --- | -------------------------------- | ------------------- | --------------------------- | ----- |
| 1.  | Les cœurs n’ont pas de fenêtres  | Boris Bergman       | H. Mayer et G. Buschi       | 3 :35 |
| 2.  | Laissez-nous notre rock’n roll   | Jocelyne Berthiaume | Edgar Winter et Dan Hartman | 3 :53 |
| 3.  | On est fait pour vivre ensemble  | Jocelyne Berthiaume | Yves Martin                 | 2 :52 |
| 4.  | Qu’est-ce qu’on peut y faire ?   | Jocelyne Berthiaume | Donnie Fritts et J. Reid    | 2 :55 |
| 5.  | Je veux t’aimer toi              | Nicole Vidal        | Jimmy Bond                  | 2 :35 |
| 6.  | Quand on est deux                | Carol Tremblay      | Jimmy Bond                  | 3 :07 |
| 7.  | La chanson de notre amour        | M. Mamann           | Kris Kristofferson          | 3 :30 |
| 8.  | Partons ensemble                 | Carol Tremblay      | Jimmy Bond                  | 3 :16 |
| 9.  | Ta musique                       | Alain Jodoin        | Paul Daraîche               | 2 :38 |
| 10. | Nous sommes comme le rock’n roll | Nicole Vidal        | Jimmy Bond                  | 2 :04 |

## Singles extraits de l'album
- On est fait pour vivre ensemble
- Je veux t’aimer toi
- La chanson de notre amour
- Quand on est deux
- Qu’est-ce qu’on peut y faire ?
- Laissez-nous notre rock’n roll
- Les cœurs n’ont pas de fenêtres

## Autres informations - Crédits
- Producteurs : Yves Martin, Jimmy Bond
- Enregistrement, ingénieur du son : Pete Tessier
- Arrangements musicaux et orchestre : Denis Lepage
- Photographie : Daniel Poulin
- Promotion : Jean-Pierre Lecours